# داروی ضد ویروس

اسیکلوویر (Aciclovir) نمونه‌ای از داروهای ضد ویروس برای عفونت ویروس هرپس

داروهای ضد ویروس یک کلاس از داروها هستند که به‌طور خاص برای درمان عفونت‌های ویروسی استفاده می‌شوند. مانند آنتی‌بیوتیک‌ها و آنتی‌بیوتیک‌های وسیع الطیف برای باکتری، ضدویروس وسیع الطیف در برابر طیف گسترده‌ای از ویروس‌ها مؤثر است. بر خلاف بسیاری از آنتی‌بیوتیک‌ها، داروهای ضد ویروسی هدف خود را نابود نمی‌کند. بلکه رشد آن‌ها را مهار کند. داروهای ضد ویروس عضوی از ضد میکروب‌ها هستند. ضد میکروب‌ها به شاخه‌های دیگری از جمله آنتی‌بیوتیک (یا ضد باکتری)، ضد قارچ و ضد انگل نیز تقسیم می‌شود. همچنین داروهای ضد ویروس بر اساس پادتن تک‌تیره نیز رده‌بندی می‌شوند. بیشتر داروهای ضد ویروس برای بدن انسان بی‌ضرر شناخته شده‌اند؛ بنابراین از آنان می‌توان در درمان استفاده کرد. داروهای ضد ویروس را باید از ویروسایدها که برای غیرفعال کردن یا از بین بردن ذرات ویروسی در داخل یا خارج بدن استفاده می‌شوند، تمایز داد. ضد ویروس‌های طبیعی توسط برخی گیاهان مانند اکالیپتوس‌ها ساخته می‌شوند.

## استفاده پزشکی
بسیاری از داروهای ضد ویروسی که حال حاضر در دسترس هستند برای کمک به مقابله با اچ آی وی، ویروس هرپس، هپاتیت B و ویروس هپاتیت C، آنفلوانزای A و ویروس آنفلوانزای B طراحی شده‌اند. محققان در حال کار برای گسترش طیف وسیعی از ضد ویروس‌ها به خانواده‌های دیگری از عوامل بیماری‌زا هستند.

طراحی داروهای ضد ویروسی بی‌خطر و مؤثر دشوار است، چرا که ویروس‌ها با استفاده از سلول‌های میزبان تکثیر می‌شوند. این کار باعث دشوار شدن مسیر برای پیدا کردن هدف برای دارویی که بتواند در این ویروس بدون آسیب رساندن به سلول میزبان تداخل ایجاد کند، می‌شود. علاوه بر این، مشکل اصلی در تولید واکسن و داروهای ضد ویروسی به دلیل تنوع ویروس‌ها است.

پیدایش ضد ویروس‌ها محصول پیشرفت چشم گیر دانش‌های مولکولی و ژنتیک است که به محققان زیست پزشکی اجازه می‌دهد به درک بالایی از ساختار و عملکرد ویروس‌ها برسند.

اولین ضد ویروس طبیعی در سال ۱۹۶۰ به وسیله روش‌های سنتی آزمون و خطای داروها و برای مقابله با ویروس هرپس ساخته شد. در این روش محققان ابتدا سلول‌هایی را پرورش می‌دادند سپس آنان را با نوع خاصی از ویروس آلوده می‌ساختند. سپس مواد شیمیایی مختلفی را روی آن‌ها امتحان می‌کردند و نتیجه را مشاهده و بررسی می‌کردند که آیا سلول‌ها بر اثر هر ماده شیمیایی چه تغییری (رشد یا زوال) داشته‌اند.
این روش تصادفی و زمان بر بود و معمولاً برای زمانی که دانش کافی از ویروس‌ها در دست نبود کار می‌کرد. این روش برای کشف ضد ویروس‌هایی که عوارض جانبی کمی دارند مؤثر نبود تا اینکه در سال ۱۹۸۰ یعنی زمانی که مسئله توالی ژنتیکی پر از ویروس شروع به حل شدن کرد، محققان شروع به یادگیری نحوه جزئیات کار ویروس‌ها کردند، و تحقیق کردند که دقیقاً چه مواد شیمیایی برای خنثی کردن چرخه تولید مثل ویروس مورد نیاز است.

## چرخه زندگی ویروس
ویروس‌ها از یک ژنوم و گاهی چندین آنزیم ذخیره شده در یک کپسول از جنس پروتئین (به نام کپسید)، و گاهی با یک لایه چربی به عنوان پوشش ساخته شده‌اند. ویروس‌ها نمی‌توانند خود به خود تکثیر شوند، و به جای آن توسط اتصال و نفوذ به یک سلول میزبان و تولید نسخه‌هایی از خود در سلول میزبان به تکثیر می‌پردازند. در نتیجه نسل بعدی خود را تولید می‌کنند.

محققان تلاش می‌کنند ضد ویروس‌هایی را توسعه دهند که بتواند در هر مرحله از چرخه زندگی ویروس‌ها به آنان حمله کند. برخی گونه‌های قارچ یافت شده‌اند که حاوی مواد شیمیایی متعددی با اثرات هم افزایی (سینرژیک) مشابه هم‌اند. چرخه زندگی ویروسی در گونه‌های مختلف ویروس متفاوت است، اما همه آن‌ها الگوی کلی زیر را دارا می‌باشند:
- وابستگی به سلول میزبان
- انتشار ژن‌های ویروسی و احتمالاً آنزیم به سلول میزبان.
- تکثیر اجزای ویروسی با استفاده از دستگاه‌های سلول میزبان.
- سرهم نمودن قطعات ویروسی به ذرات کامل ویروسی.
- انتشار ذرات ویروسی و آلوده کردن سلول میزبان جدید.

## محدودیت واکسن
واکسن موجب تقویت سیستم ایمنی بدن برای حملات مؤثر تر به عوامل بیماری‌زا در مرحله‌ای که عوامل بیماری‌زا ذرات کاملی در خارج از سلول‌های میزبان هستند، می‌شود. واکسن‌ها به‌طور سنتی از عامل بیماری‌زای ضعیف شده (زندهٔ ضعیف) با غیرفعال شده (کشته شده) ساخته شده‌اند. این واکسن‌ها در موارد نادری، سهواً موجب بیماری فرد دریافت‌کننده می‌شدند. به تازگی واکسن‌هایی با استفاده از مهندسی ژنتیک ساخته شده‌اند که شامل پروتئین‌های آنتی‌ژن ویروس بیماری‌زا هستند و بدون آسیب رساندن به میزبان موجب تحریک سیستم ایمنی فرد می‌شوند. در هر صورت واکسن موجب می‌شود که در صورت ورود دوباره عامل بیماری‌زا به بدن، سیستم ایمنی با سرعت و شدت بیشتری به مقابله با آن بپردازد.

واکسن برای تحریک سیستم ایمنی بسیار سودمند هستند اما کار آنان محدود به یک نوع ویروس خاص است. واکسن‌ها همچنین به سختی در برابر ویروس‌هایی که همواره با جهش‌های ژنتیکی تغییر می‌کنند مانند آنفلوانزا (که واکسنش هر سال به روز می‌شود) و اچ‌آی‌وی مؤثر هستند. داروهای ضد ویروس در این گونه موارد سودمندتر هستند.

## تأثیر بر چرخه زندگی ویروس

### مهارکنندهٔ پوشش برداری
مهارکننده پوشش برداری نیز مطالعه شده‌است.

آمانتیدین و ریمانتادین برای مبارزه با آنفلوانزا معرفی شده‌اند و بر نفوذ و پوشش تأثیر دارند.

### در طول سنتز ویروس
این گونه داروها فرایندهایی را که منجر به تولید اجزای ویروس در سلول آلوده می‌شوند را هدف قرار می‌دهند.

### اینتگراز
یکی دیگر از اهداف ضد ویروس‌ها، اینتگرازها هستند که قطعهٔ DNA سنتز شدهٔ ویروس هستند که به باکتری متصل‌اند.

### رونویسی
هنگامی که ژنوم یک ویروس در سلول میزبان عملیاتی می‌شود، عوامل رونویسی از ژنوم ویروس تکثیر می‌کنند. چندین ضد ویروس در حال حاضر برای جلوگیری از پیوستن عوامل رونویسی به DNA ویروسی ایجاد شده‌اند.

### سرهم کردن آن
ریفامپین منجر به جلوگیری از سرهم شدن اجزای ویروسی می‌شود.

### مرحلهٔ آزاد شدن
مرحله آخر در چرخه زندگی از یک ویروس انتشار ویروس‌ها از سلول میزبان است، این مرحله نیز توسط توسعه دهندگان داروی ضد ویروسی هدف قرار گرفته‌است. دو دارو به نام‌های زانامیویر (رلنزا) و اوسلتامیویر (تامی فلو) که به تازگی معرفی شده‌اند برای درمان آنفلوانزا و جلوگیری از انتشار ذرات ویروسی استفاده می‌شوند. شیوهٔ کار آنان با مسدود کردن یک مولکول به نام نورآمینیداز که بر روی سطح ویروس‌های آنفلوانزا پیدا قرار دارد است و همچنین به نظر می‌رسد بر گونه‌های مختلفی از آنفلوانزا تأثیر ثابتی دارد.

## تحریک سیستم ایمنی بدن
دومین دسته از تاکتیک برای مبارزه با ویروس‌ها تشویق سیستم ایمنی بدن به آن‌ها حمله، به جای حملهٔ خود دارو به ویروس به‌طور مستقیم است. برخی ضد ویروس‌ها به جای اینکه به حمله به یک نوع ویروس تمرکز کنند، سیستم ایمنی را علیه طیفی از ویروس‌ها تحریک می‌کنند. یکی از بهترین و شناخته شده‌ترین گروه از این داروها، اینترفرون‌ها هستند که سنتز ویروس در سلول‌های آلوده را مهار می‌کنند. یکی از اینترفرون‌های انسانی به نام اینترفرون آلفا به خوبی برای درمان هپاتیت‌ها بی و سی استفاده می‌شود. و اینترفرون‌های دیگری نیز برای درمان بیماری‌های مختلف مورد بررسی قرار می‌گیرند.

یک رویکرد ویژه، ساخت آنتی‌بادی اسنت. آنتی‌بادی‌ها مولکول‌های پروتئینی هستند که می‌توانند به یک عامل بیماری‌زا متصل شوند و آن را برای حمله یاخته‌های دفاعی بدن نشانه‌گذاری کنند. محققان می‌توانند آنتی‌بادی‌ها را بسازند و برای درمان بیماری‌ها استفاده کنند. امروزه برای درمان ویروس سین‌سیشیال تنفسی در نوزادان از این نوع داروها استفاده می‌شود. و آنتی‌بادی‌های تخلیص شده از افراد آلوده نیز به عنوان یک درمان برای هپاتیت B استفاده می‌شوند.

## مقاومت اکتسابی
تقریباً همهٔ ضد میکروب‌ها از جمله ضد ویروس‌ها در معرض مقاومت آنتی‌بیوتیکی حاصل از جهش ژنتیکی عوامل بیماری‌زا در طول زمان قرار دارند که منجر به کاهش احتمال درمان بیماری می‌شود.